# Asfaltè
Els asfaltens són unes substàncies moleculars que es troben en els petrolis, resines, hidrocarburs saturats i aromàtics. És la fracció de l'asfalt insoluble en nafta i soluble en disulfur de carboni. Els asfaltens en forma d'asfalt o de betum provenen de productes refinats i serveixen per a la pavimentació de carreteres, teules per sostres i revestiments impermeables utilitzats en la construcció.
La paraula va ser creada pel científic francès Jean Baptiste Boussingault (1802-1887) el 1837 que va descriure els components de certs bitumen que trobar a França oriental i al Perú, el residu de la destil·lació de trementina, insoluble en alcohol «asphaltène» per la seva semblança amb l'asfalt original. Malgrat molts estudis i recerques, encara no es comprenen ben bé totes les particularitats dels asfaltens. Tot i la seva utilitat, es considera com el component menys valuós del petroli brut.

## Composició
Els asfaltens són bàsicament compostos amb carboni, hidrogen, nitrogen, oxigen i sofre, així com traces de vanadi i níquel. La relació C:H és aproximadament 1:1:2, però depèn força d'on prové l'asfaltè. Els asfaltens es defineixen bàsicament com el n-heptà (C₇H16), component soluble dels materials carbonosos com el petroli cru, el betum o el carbó. S'ha demostrat que els asfaltens tenen una distribució de masses moleculars de l'interval entre 400 U i 1500 U, però els valors mitjans i màxims són difícils de determinar a causa de l'agregació de les molècules en solució.

## Anàlisi
L'estructura molecular dels asfaltens és difícil de determinar, ja que les molècules tendeixen a romandre agregades en solució. Aquests materials són mescles molt complexes que contenen centenars o fins i tot milers d'àtoms. Els asfaltens no tenen una fórmula química específica: molècules individuals poden variar en el nombre d'àtoms continguts en l'estructura, i la fórmula química mitjana pot dependre de la font. Tot i que han estat sotmesos als mètodes analítics moderns, entre ells el conegut anàlisi SARA, espectrometria de masses i ressonància magnètica nuclear, i així i tot les estructures moleculars són molt difícils de determinar. Donada aquesta limitació, els asfaltens es componen principalment d'unitats d'anell de carboni poliaromàtics amb oxigen, nitrogen i heteroàtoms de sofre, en combinació amb quantitats traça de metalls pesants, en particular de vanadi i níquel quelat, i cadenes alifàtiques de diferents longituds. Molts asfaltens dels crus de tot el món contenen unitats d'anell similars, que estan units entre si per fer una gran diversitat de molècules grans.

## Geoquímica
Els asfaltens són àmpliament reconeguts avui en dia com a dispersants, fragments alterats químicament del querogen, que van migrar de la superfície de la roca pel petroli, durant la catagènesi del petroli. Sempre s'ha pensat que els asfaltens es troben en solució de petroli cru, però els últims estudis han demostrat que això és incorrecte. De fet, s'ha comprovat recentment que els asfaltens són partícules nanocol·loidals disperses en el petroli i en solucions on hi hagi una concentració de toluè suficient. En qualsevol cas, per líquids de baixa tensió superficial, com els alcans i toluens, els tensioactius no són necessaris per mantenir la dispersió col·loidal dels asfaltens.